# Ed Foreman

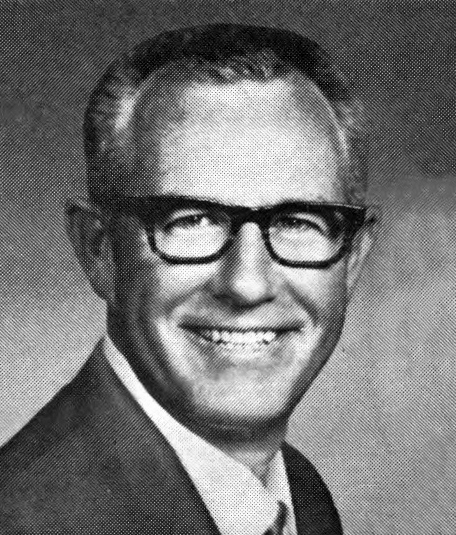
Ed Foreman (1969)

Edgar Franklin „Ed“ Foreman (* 22. Dezember 1933 in Portales, New Mexico; † 2. Februar 2022 in Dallas, Texas) war ein US-amerikanischer Politiker. Zwischen 1969 und 1971 vertrat er den zweiten Wahlbezirk des Bundesstaates New Mexico im US-Repräsentantenhaus, nachdem er diesem bereits zwischen 1963 und 1965 für den 16. Wahlbezirk von Texas angehört hatte.
Ed Foreman war nur einer von bislang 21 Abgeordneten in der Geschichte des US-Repräsentantenhauses und bis dato der letzte, der von zwei Bundesstaaten aus in den Kongress gewählt wurde.

## Frühe Jahre
Ed Foreman besuchte die öffentlichen Schulen seiner Heimat und bis 1953 die Eastern New Mexico University in Portales. Bis 1955 studierte er an der New Mexico State University. In den Jahren 1956 und 1957 war er Marinesoldat der US-Marine, deren Reserve er auch später angehörte. Er war außerdem Mitglied der Reserve der US-Luftwaffe. Danach wurde Foreman Präsident der Firmen Valley Transit Mix, Atlas Land Co. und Foreman Oil Inc.

## Politische Laufbahn
Ed Foreman wurde Mitglied der Republikanischen Partei, deren Republican National Conventions er in den Jahren 1964 und 1968 als Delegierter besuchte. Bei den Kongresswahlen des Jahres 1962 kandidierte er erfolgreich im 16. Wahlbezirk des Staates Texas für das US-Repräsentantenhaus. Dort löste er am 3. Januar 1963 J. T. Rutherford ab. Nachdem er 1964 Richard Crawford White von der Demokratischen Partei unterlegen war, konnte er bis zum 3. Januar 1965 nur eine Legislaturperiode im Kongress absolvieren.
Im Jahr 1968 kandidierte Foreman erneut für den Kongress, dieses Mal für den zweiten Wahlbezirk von New Mexico. Nach seinem Wahlsieg fiel ihm am 3. Januar 1969 der zuvor von Johnny Walker eingenommenen Sitz im US-Repräsentantenhaus zu. Nach einer Wahlniederlage im Jahr 1970 konnte er auch diesmal nur eine Legislaturperiode im Kongress verbringen. Seine Amtszeit endete am 3. Januar 1971.

## Weiterer Lebenslauf
Nach seinem Ausscheiden aus dem Kongress arbeitete Foreman 1971 für das Innenministerium in Washington. Von 1972 bis 1976 war er Abteilungsleiter im Verkehrsministerium. In den folgenden Jahren war Ed Foreman Berater einiger Präsidenten. Er tritt gelegentlich als Gastredner, vor allem bei Motivationsveranstaltungen, auf; ferner ist er im Aufsichtsrat und Aktionär mehrerer Firmen.